# Sakçagöz, Nurdağı
Sakçagözü là một xã thuộc huyện Nurdağı, tỉnh Gaziantep, Thổ Nhĩ Kỳ. Dân số thời điểm năm 2011 là 5.282 người.